# Ángel Herrera Oria
Ángel Herrera Oria (Santander, 19 dicembre 1886 – Madrid, 28 luglio 1968) è stato un cardinale, vescovo cattolico e politico spagnolo.

## Biografia
Nacque a Santander il 19 dicembre 1886.
Fondò nel 1911 il giornale cattolico El Debate e poi una scuola di giornalismo negli anni '20. Nel 1931 creò un movimento di destra cattolico con il quale si candidò senza essere eletto, Accìon popular, che nel 1933, confluì nella Confederazione Spagnola delle Destre Autonome  di cui fu leader insieme a José María Gil-Robles y Quiñones.
Lasciò politica e giornalismo nel 1935 e a inizio 1936 entrò in seminario a Friburgo in Svizzera. Fu ordinato sacerdote nel 1940 e tornò in Spagna nel 1943, collaborando in quegli anni con il regime franchista. Nel 1947 divenne vescovo di Malaga. Da quegli anni si indirizza verso la dottrina sociale di Leone XIII.
Papa Paolo VI lo elevò al rango di cardinale nel concistoro del 22 febbraio 1965.
Morì a Madrid il 28 luglio 1968 all'età di 81 anni.

## Genealogia episcopale e successione apostolica
La genealogia episcopale è:
- Cardinale Scipione Rebiba
- Cardinale Giulio Antonio Santorio
- Cardinale Girolamo Bernerio, O.P.
- Arcivescovo Galeazzo Sanvitale
- Cardinale Ludovico Ludovisi
- Cardinale Luigi Caetani
- Cardinale Ulderico Carpegna
- Cardinale Paluzzo Paluzzi Altieri degli Albertoni
- Papa Benedetto XIII
- Papa Benedetto XIV
- Papa Clemente XIII
- Cardinale Marcantonio Colonna
- Cardinale Giacinto Sigismondo Gerdil, B.
- Cardinale Giulio Maria della Somaglia
- Cardinale Carlo Odescalchi, S.I.
- Vescovo Eugène de Mazenod, O.M.I.
- Cardinale Joseph Hippolyte Guibert, O.M.I.
- Cardinale François-Marie-Benjamin Richard de la Vergne
- Cardinale Pietro Gasparri
- Cardinale Gaetano Cicognani
- Cardinale Ángel Herrera Oria

La successione apostolica è:
- Vescovo Antonio Añoveros Ataún (1952)